# Devilstick

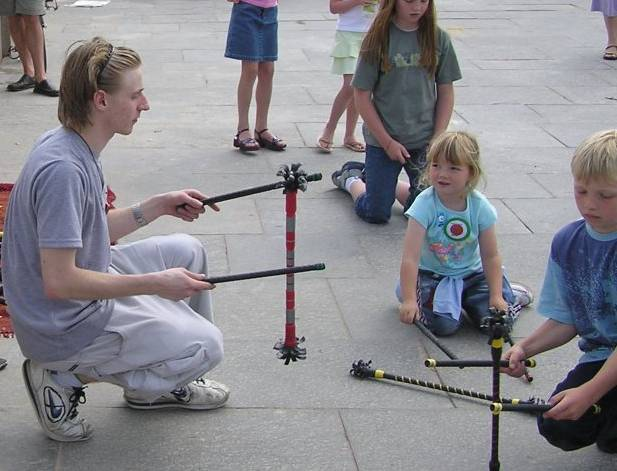
Devilstick

Devilstick är ett redskap vars användande brukar räknas till jonglering.
Devilsticken är en stav som oftast är någonstans mellan 50 och 80 centimeter. Det är vanligt att den har en smalare midja på mitten och att den blir bredare och bredare närmare ändarna. Denna stav utgör det manipulerade objektet inom devilstickdisciplinen. Då staven ej har någon midja utan istället har tofsar i varje ände kallas den ofta för flowerstick. I vissa fall används devilstick och flowerstick synonymnt.
Devilstick är väldigt populärt att använda i eldshower då man har en brinnande låga i varje ände av staven.
Utövaren har ytterligare två stavar som hålles i utövarens händer och som följaktligen kallas handpinnar. Handpinnarna är vanligen cirka 40 - 50 centimeter långa och klädda i silikon för att ge ökad friktion och därav bättre grepp.
Med hjälp av handpinnarna så hålls devilsticken i luften genom att utövaren "slår" på devilsticken med dessa. Devilsticken kan manipuleras på ett flertal sätt, antingen med båda handpinnarna eller med bara en handpinne.
Ett klassiskt mönster när bara en handpinne används är propellern där devilsticken roterar runt handpinnen vertikal, om rotationen är horisontell så kallas mönstret för helikoptern.